# Auguste du Marhallac'h
Auguste François Félix du Marhallac'h (parfois dénommé Monseigneur ou Mgr du Marhallac'h) est un fonctionnaire et un ecclésiastique entré tardivement dans l'Église catholique romaine. Il est né le 6 septembre 1808 à Quimper et est décédé le 17 août 1891 à Plomelin (Finistère). Il a été brièvement député du Finistère en 1871, à Bordeaux, puis, à Versailles, puis vicaire général du diocèse de Quimper et Léon. Il a été cité à l'ordre de l'armée et fait chevalier de la Légion d'honneur en 1870 pour sa conduite courageuse dans la bataille de l'Haÿ-les-Roses comme aumônier d'un bataillon de gardes mobiles du Finistère.

## Biographie
Issu d'une très ancienne famille de propriétaires terriens, dont l'un des berceaux est le hameau du Marhallac'h en Plonéis (Finistère), son père, Jean-Félix du Marhallac'h a émigré pendant la Révolution et a servi dans l'armée de Condé. Les deux-tiers de la propriété familiale sont vendus comme bien national, mais il retrouvera son manoir du Pérennou, à Plomelin. Rentré sous l'Empire et amnistié en 1802, il occupe diverses charges publiques jusqu'en 1848, dont la présidence du Conseil général du Finistère et la députation.

Après des études de droit et de médecine à Paris, où il se lie avec d'autres jeunes nobles bretons, Auguste est nommé inspecteur des monuments historiques en 1835. Il devient, ensuite, administrateur de l'hôpital civil de Quimper.

Dans sa jeunesse, il fait partie d'un groupe de jeunes nobles qui veulent redonner du lustre à la Bretagne, sans revenir à l'Ancien Régime, et y maintenir les traditions religieuses et les coutumes anciennes. En 1838, il est l'un des participants au voyage pour assister à l'Eisteddfod d'Abergavenny (Pays-de-Galles) et, en même temps que La Villemarqué et son beau-frère, Louis de Carné, il est accueilli comme barde d'honneur par la Gorsedd du Pays de Galles.

Il se marie en 1839 avec Mélanie Harrington, de nationalité britannique, et en a trois enfants.
Après la mort de ceux-ci en bas âge et, en 1845, de son épouse en couches, il entre en 1851 au séminaire de Quimper et est ordonné prêtre en 1854. 
En 1870, il est, sur sa demande, aumônier d'un bataillon de mobiles du Finistère. Lors de la bataille de l'Haÿ-les-Roses, le 30 novembre 1870, il reste près des soldats et sa soutane et son chapeau sont traversés par des balles. Le 2 décembre 1870, sur la place de l'Hôtel de Ville de Paris, il est cité à l'ordre de l'armée par le colonel du régiment et fait, par la suite, chevalier de la Légion d'honneur.
Député du Finistère de février à octobre 1871, il démissionne pour devenir, à sa demande, recteur (curé) d'une paroisse rétablie dans l'archipel des Glénan, au large de Fouesnant où les conditions de séjour sont très rudes en hiver. Il y fait bâtir une église sur l'île du Loc'h.
En 1873, l'évêque de Quimper, Monseigneur Anselme Nouvel de La Flèche le rappelle pour le nommer vicaire général auprès de lui. Il se consacre particulièrement à l'ouverture d'écoles catholiques gérées par les Frères des écoles chrétiennes (80 sont créées dans le Finistère).  En 1888, le pape Léon XIII lui confère la dignité de protonotaire apostolique, ce qui lui donne droit au titre de Monseigneur.

Lors de ses moments de repos, il recevait dans son château du Pérennou (en Plomelin) des personnalités religieuses, et dirigeait la fouille archéologique d'une villa gallo-romaine avec ses thermes du Ier siècle découverts dans le parc par son père. Il fut vice-président pendant 17 ans de la Société archéologique du Finistère, dont il enrichit le musée par ses découvertes. 
Il accueillit dans ce même château du Pérennou dans les dix dernières années de la vie de celui-ci, son beau-frère, l'historien et homme politique, Louis de Carné (1804-1876), dont la petite-fille, Marie, fut sa légataire universelle en tant que sa petite-nièce, puisqu'il était le dernier représentant de la très ancienne famille du Marhallac'h.